# Ciclón polar

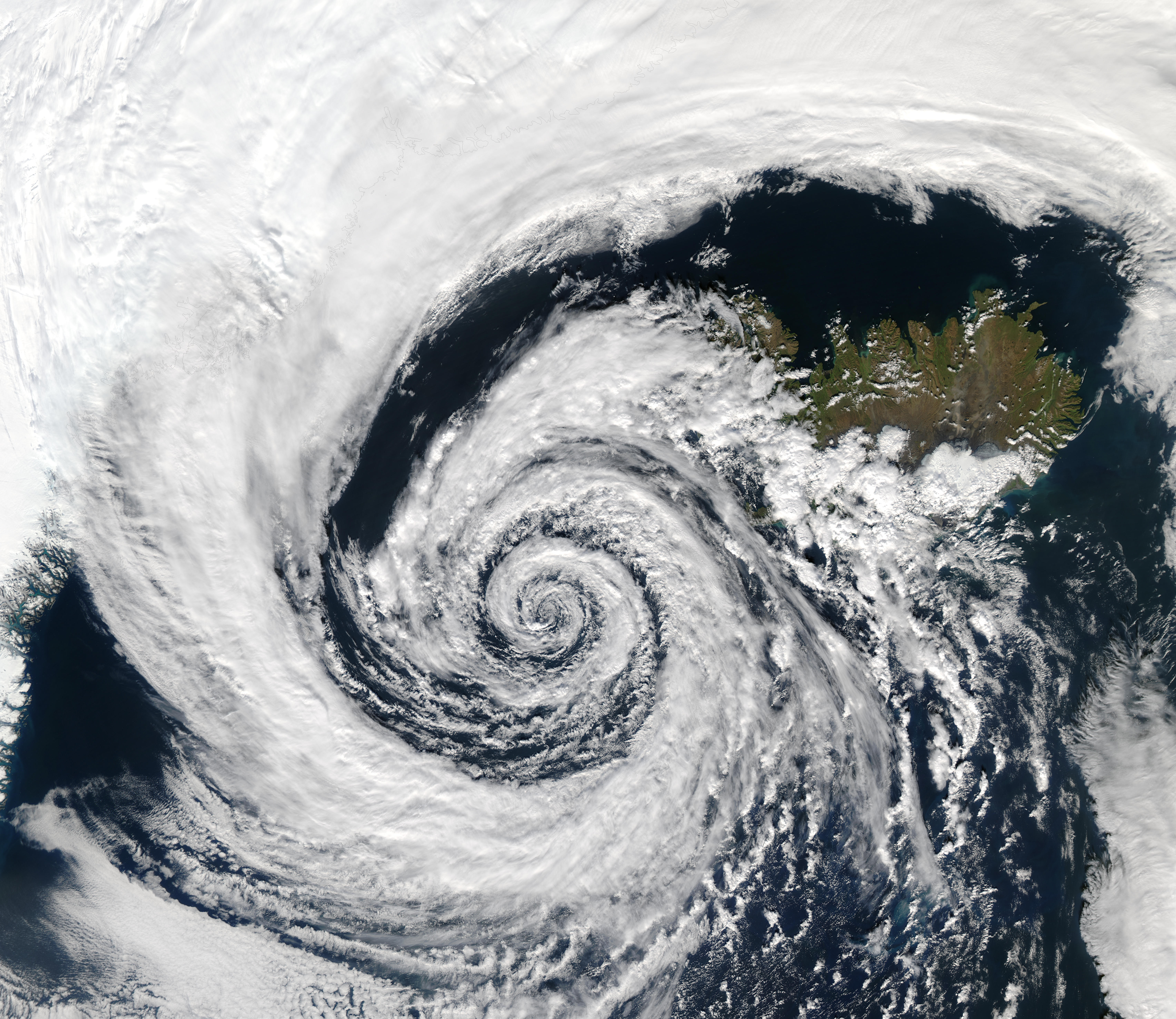
Un sistema de baja presión saliendo de la costa sureste de Islandia.

Un ciclón polar o ciclón ártico es un sistema atmosférico de baja presión, atravesando entre 1000 y 4500 kilómetros, en los que el aire circula en sentido contrario a las agujas del reloj (en el hemisferio norte). El motivo de esta rotación es el mismo que el de los ciclones tropicales, el efecto Coriolis. Este tipo de fenómenos no debe confundirse con lo que se conoce comúnmente como baja polar, cuyo aspecto y comportamiento es similar al de un huracán.
La actividad ciclónica es más prevalente en el Ártico Eurasiático con 15 ciclones por invierno. Los ciclones polares también ocurren en Groenlandia y en el Ártico canadiense. Los ciclones polares pueden ocurrir en cualquier momento del año, Sin embargo, los ciclones de verano suelen ser más débiles que los de invierno. No han sido muy estudiados y raramente causan daños, ya que tienen lugar en áreas poco pobladas.
- Datos: Q3008552